# ۱۳۷۱ (خورشیدی)
سال ۱۳۷۱ هجری خورشیدی، سالی عادی است.

## زادروزها

### فروردین

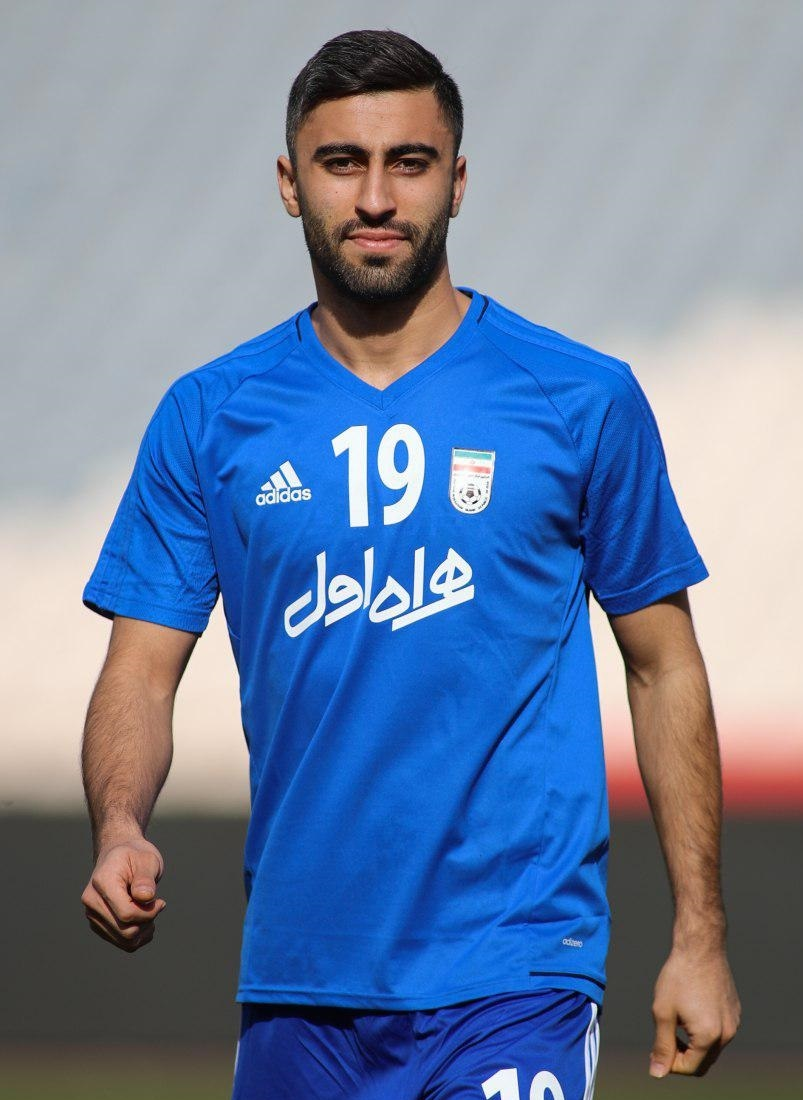
کاوه رضایی

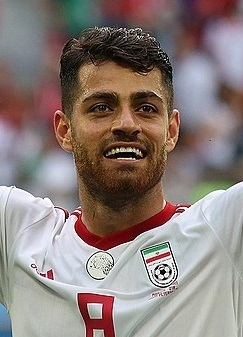
مرتضی پورعلی‌گنجی

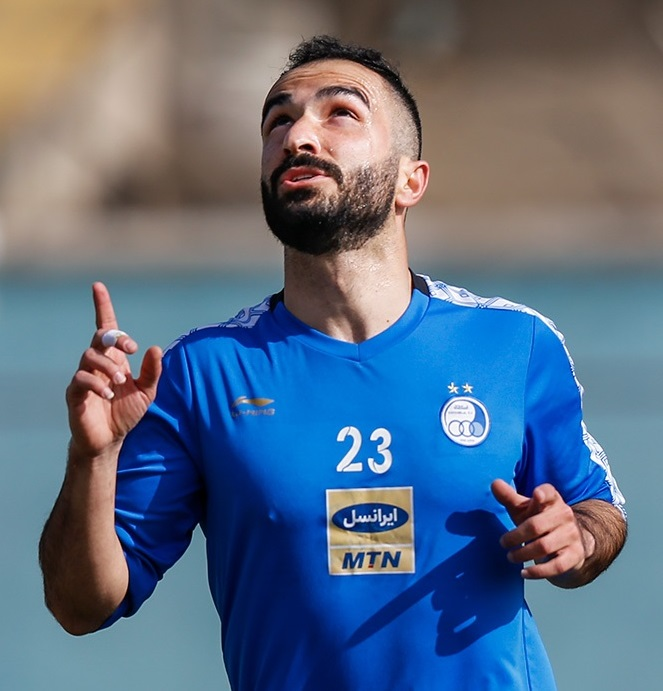
داریوش شجاعیان

- ۱ فروردین - اکبر ایمانی، فوتبالیست
- ۱ فروردین - بهادر مولایی، وزنه‌بردار
- ۳ فروردین - جواد یونس زاده، کارشناس فرش دستباف
- ۱۴ فروردین - نور پهلوی، فرزند نخست شاهزاده رضا پهلوی
- ۱۶ فروردین - کاوه رضایی، فوتبالیست
- ۱۸ فروردین - داریوش شجاعیان، فوتبالیست
- ۲۴ فروردین - سعید قائدی‌فر، فوتبالیست
- ۳۰ فروردین - مرتضی پورعلی گنجی، فوتبالیست ایرانی.

### اردیبهشت
- ۲۵ اردیبهشت - امیرحسین دانشفر، کاراته کار
- ۳۰ اردیبهشت - عبدالله ناصری، فوتبالیست

### تیر

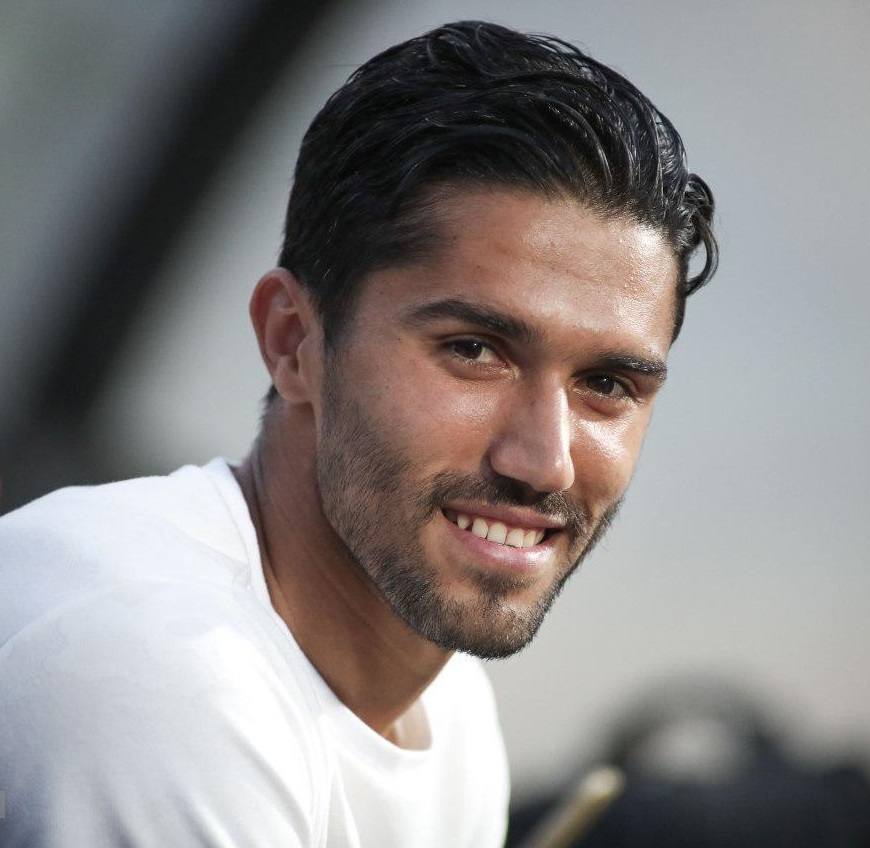
حسین حسینی

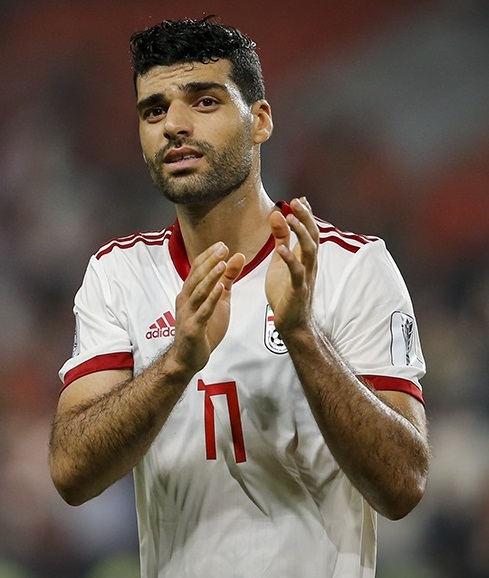
مهدی طارمی

مهرداد مردانی

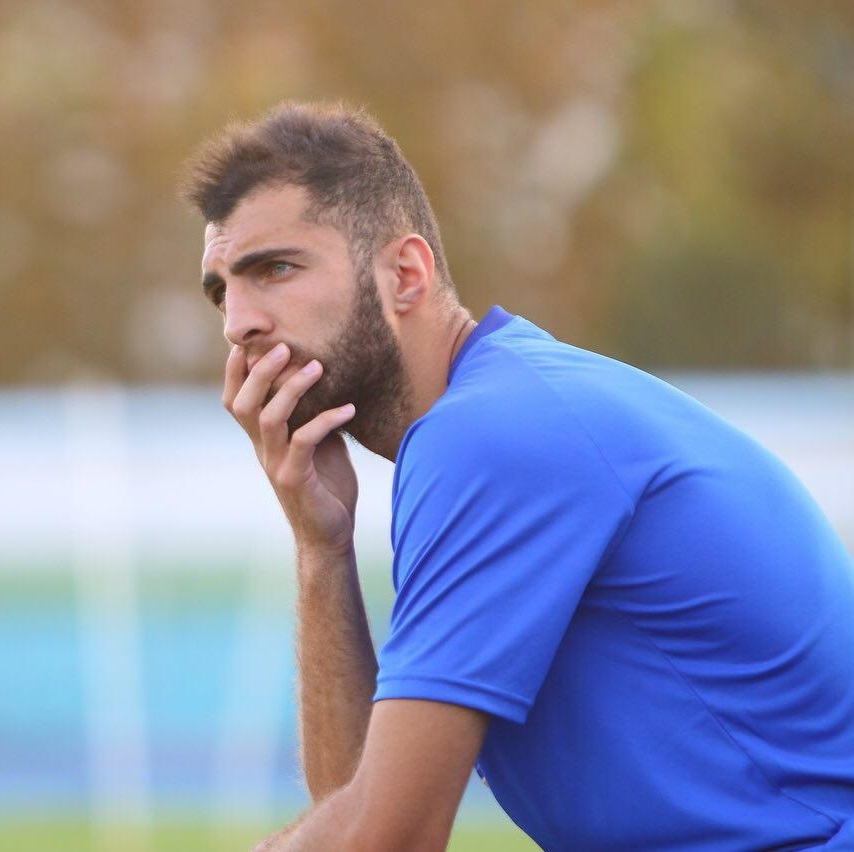
میثم تیموری

- ۱ تیر - مهرداد مردانی، کشتی‌گیر فرنگی کار
- ۹ تیر - حسین حسینی، فوتبالیست
- ۱۱ تیر - جعفر پهلوانی، جودوکار
- ۱۵ تیر - میثم تیموری، فوتبالیست
- ۲۱ تیر - شهید محسن حججی، از مدافعین حرم (مرگ ۱۳۹۶)
- ۲۷ تیر - مهدی طارمی، فوتبالیست
- ۲۸ تیر - فرزین گروسیان، فوتبالیست

### مرداد
- ۹ مرداد - سعید احمدعباسی، فوتسالیست

۹ مرداد - شایع (رپر)، خواننده رپ
- ۱۸ مرداد - سعید فضل‌اولی، قایقران
- ۲۱ مرداد - مهدی زیدوند، کشتی‌گیر فرنگی کار
- ۲۵ مرداد - مهدی شریفی، فوتبالیست

### شهریور
- ۳ شهریور - علی صبوری، کمدین

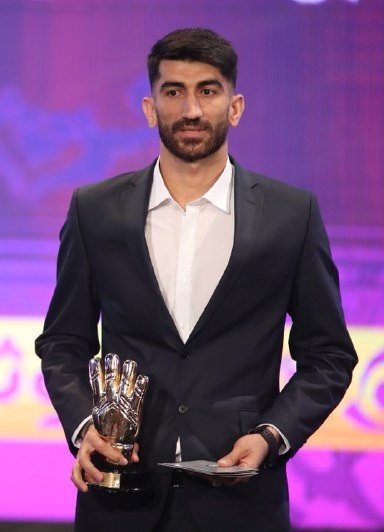
علیرضا بیرانوند

- ۴ شهریور - میعاد یزدانی، فوتبالیست
- ۳۰ شهریور - علیرضا بیرانوند، فوتبالیست
- ۳۱ شهریور - حسن صفری، بازیکن فوتبال هفت نفره

### مهر
- ۱ مهر - فرشاد احمدزاده، فوتبالیست
- ۲۵ مهر -سید کمیل قبادی .

### آبان

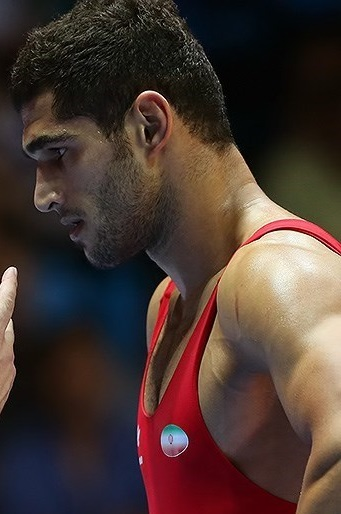
عزت‌الله اکبری

- ۲۰ آبان - عزت‌الله اکبری، کشتی‌گیر
- ۳۰ آبان - رضا پرستش، بدل لیونل مسی

### آذر
- ۱۱ آذر - مهدی جمالی‌فشی، تکواندوکار
- ۱۹ آذر - فرهاد سال‌افزون، والیبالیست

### دی

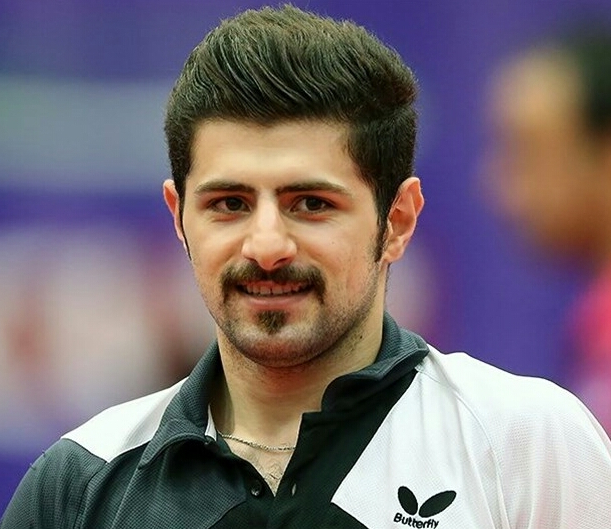
نیما عالمیان

- ۳ دی - نیما عالمیان، ورزشکار تنیس روی میز
- ۱۳ دی - فرزانه فصیحی، دونده
- ۱۴ دی - علیرضا باقری، کاریکاتوریست
- ۱۴ دی - علی عبدالله‌زاده، فوتبالیست

### بهمن
- ۱۲ بهمن - احمد نوراللهی، فوتبالست
- ۲۲ بهمن - بهنام برزای، فوتبالیست

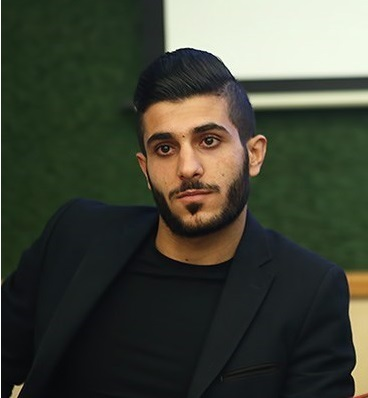
بهنام برزای

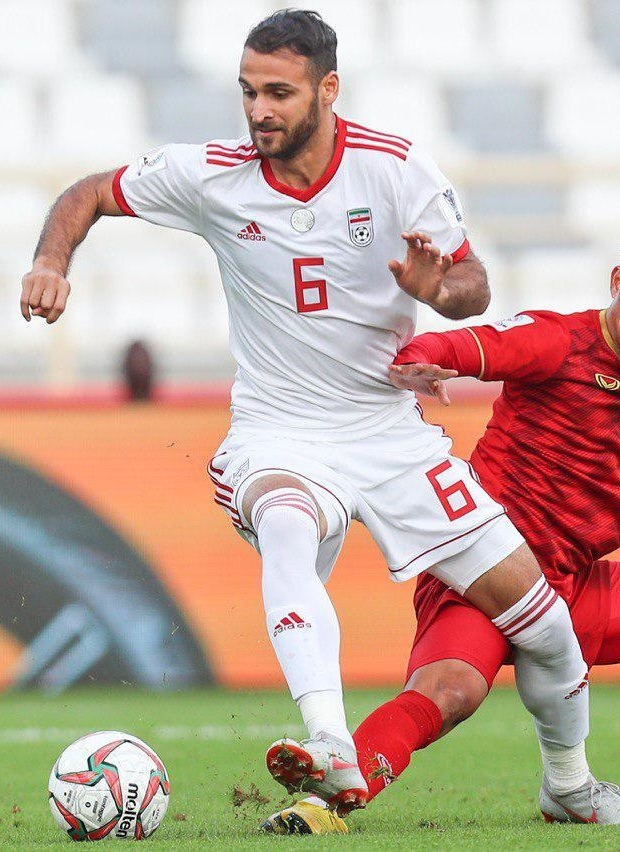
احمد نوراللهی

- ۲۵ بهمن - یوسف قادریان، کشتی‌گیر فرنگی کار

### اسفند
- ۱۲ اسفند - نازنین رحمانی، قایقران

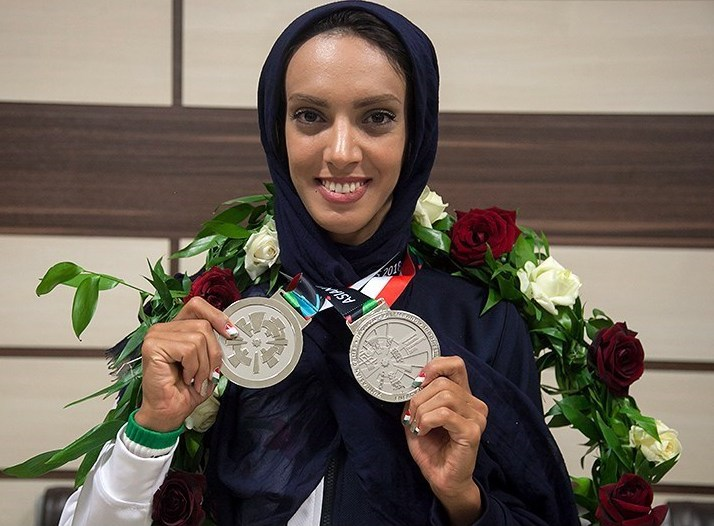
نازنین رحمانی

- ۱۳ اسفند - علی آقامیرزایی، قایقران
- ۱۹ اسفند - امیرارسلان مطهری، فوتبالیست
- ۲۰ اسفند - بهاره قادریان، تکواندوکار
- ۲۱ اسفند - میثم تهی‌دست، فوتبالیست
- ۲۷ اسفند - دانیال اسماعیلی‌فر، فوتبالیست

## درگذشت‌ها

### فروردین
- فروردین - محمدحسین یگانه، نوازنده دوتار (زاده ۱۲۹۷)
- ۱۶ فروردین - همدم السلطنه پهلوی، نخستین فرزند رضاشاه پهلوی

### اردیبهشت

غلامحسین صدیقی

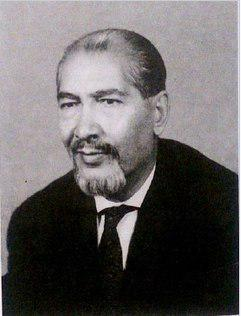
محمدحسین میمندی‌نژاد

- اردیبهشت - محسن آزمایش، کارآفرین و بنیانگذار کارخانه آزمایش (زاده ۱۳۰۴)
- ۹ اردیبهشت - علی‌اصغر زند وکیلی، نوازنده و خواننده (زاده ۱۳۲۰)
- ۲۴ اردیبهشت - حسن کامکار، موسیقیدان (زاده ۱۳۰۲)
- ۲۸ اردیبهشت - محمدحسین میمندی‌نژاد، دامپزشک و رئیس دانشکده دامپزشکی دانشگاه تهران (زاده ۱۲۸۹)
- ۲۹ اردیبهشت - غلامحسین صدیقی، استاد دانشگاه تهران و وزیر کشور در دولت دوم محمد مصدق (زاده ۱۲۸۴)
- ۲۹ اردیبهشت - مهدی فلاحت پور، خبرنگار و تصویر بردار (زاده ۱۳۴۳)

### خرداد

عباس کرباسیون

عباس مهرپویا (خواننده)

- ۴ خرداد - عباس مهرپویا، آهنگساز، خواننده، نوازنده و جهانگرد (زاده ۱۳۰۶)
- ۸ خرداد - بهرام فره‌وشی، زبانشناس (زاده ۱۳۰۴)
- ۹ خرداد - عباس کرباسیون، طراح فرش و کاشی (زاده ۱۳۰۱)
- ۱۴ خرداد - عباسعلی ادیب حبیب‌آبادی، ادیب، منجم و فقیه (زاده ۱۳۱۵)

### تیر

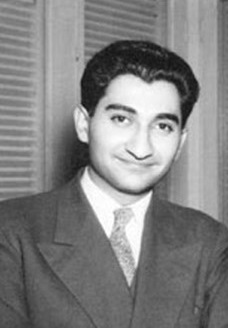
حمیدرضا پهلوی

- ۲۱ تیر - حمیدرضا پهلوی، آخرین فرزند رضاشاه (زاده ۱۳۱۱)
- ۲۷ تیر - حسینعلی ملاح، نقاش و موسیقیدان (زاده ۱۳۰۰)

### مرداد

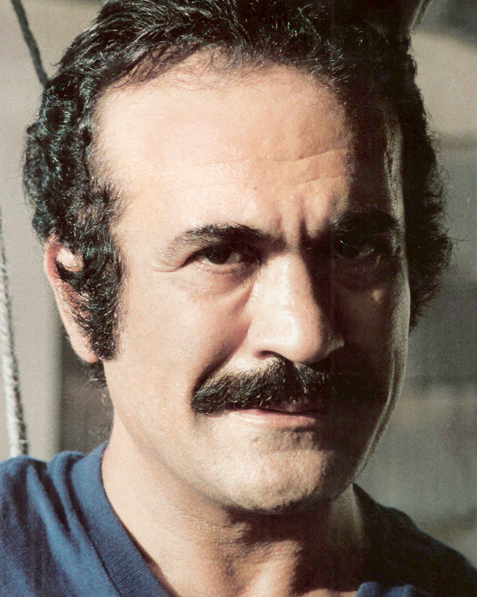
فریدون فرخزاد

محمد محیط طباطبایی

- ۴ مرداد - سید ابوالفضل زنجانی، مجتهد، نویسنده و از اعضای نهضت مقاومت ملی (زاده ۱۲۷۸)
- ۱۶ مرداد - فریدون فرخزاد، شاعر، خواننده، آهنگساز، برنامه پرداز، برنامه ساز رادیو، مجری، ترانه‌سرا، فعال سیاسی و حقوقدان و برادر فروغ فرخزاد و از قربانیان قتل‌های زنجیره‌ای ایران (زاده ۱۳۱۵)
- ۱۷ مرداد - سید ابوالقاسم خویی، مرجع تقلید و فقیه (زاده ۱۲۷۸)
- ۲۷ مرداد - محمد محیط طباطبایی، پژوهشگر ادبی، مورخ، منتقد و ادیب (زاده ۱۲۸۰)
- ۳۰ مرداد - عباس سعیدی رضوانی، محقق، جغرافیدان و رئیس کتابخانه مرکزی آستان قدس رضوی (زاده ۱۳۰۶)

### شهریور

پروفسور محمود حسابی

صادق شرفکندی

- ۱۲ شهریور - پروفسور محمود حسابی، فیزیکدان و پدر فیزیک ایران و بنیانگذار فیزیک دانشگاهی در ایران و وزیر آموزش و پرورش در زمان محمدرضا پهلوی (زاده ۱۲۸۱)
- ۲۶ شهریور - صادق شرفکندی، فعال سیاسی، استاد دانشگاه و دبیرکل حزب دموکرات کردستان ایران و از کشته شدگان ترور میکونوس (زاده ۱۳۱۶)
- ۲۹ شهریور - سید محمد علی موحد ابطحی، مرجع تقلید (زاده ۱۳۰۹)

### مهر
- ۲۷ مهر - حبیب‌الله بدیعی، موسیقیدان و نوازنده ویلن (زاده ۱۳۱۲)

### آبان

ابوالقاسم حالت

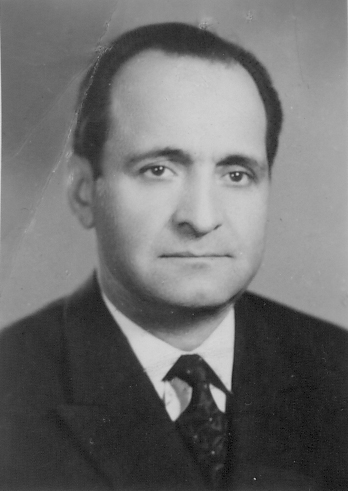
محمدعلی حفیظی

- آبان - ابراهیم خواجه‌نوری، نویسنده و روانشناس (زاده ۱۲۷۹)
- ۳ آبان - محمدعلی حفیظی، پزشک کودکان (زاده ۱۲۹۴)
- ۳ آبان - ابوالقاسم حالت، شاعر و طنزپرداز (زاده ۱۲۹۸)

### آذر

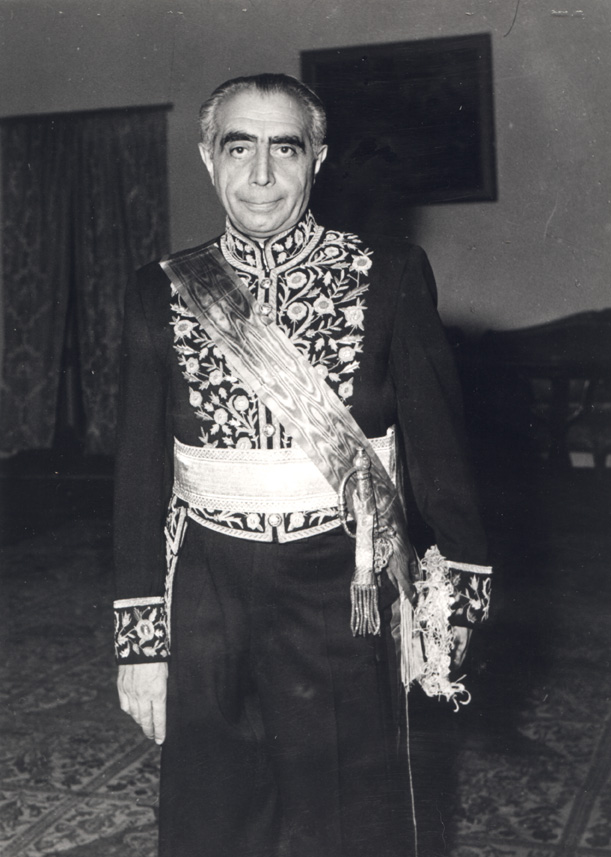
علی امینی

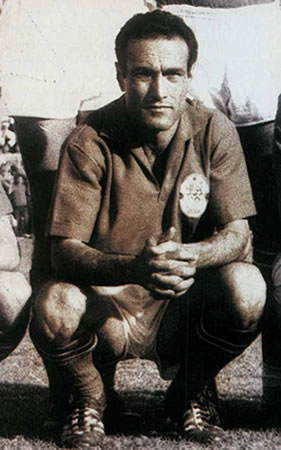
پرویز دهداری

- ۳ آذر - پرویز دهداری، فوتبالیست و مربی فوتبال (زاده ۱۳۱۲)
- ۲۱ آذر - علی امینی، شصت و ششمین نخست‌وزیر ایران (زاده ۱۲۸۴)

### دی
- دی - شعبان طاووسی، روانشناس (زاده ۱۳۱۲)
- ۲۳ دی - شهدی لنگرودی، شاعر (زاده ۱۳۰۹)

### بهمن

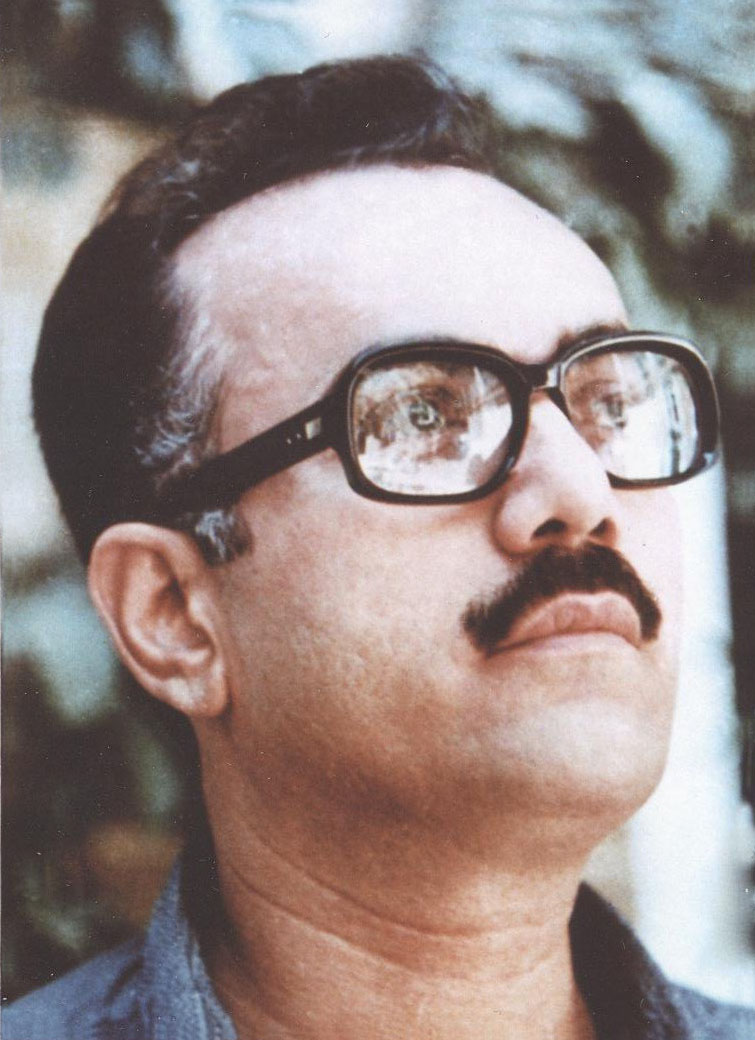
احمد مفتی‌زاده

- ۱۲ بهمن - محراب شاهرخی، فوتبالیست (زاده ۱۳۲۲)
- ۲۰ بهمن - احمد مفتی‌زاده، متفکر، اسلام‌شناس، مجتهد اهل سنت و فعال سیاسی کرد (زاده ۱۳۱۳)
- ۲۴ بهمن - سپیده کاشانی، شاعر (زاده ۱۳۱۵)

### اسفند

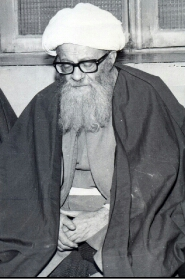
میرزا هاشم آملی

احمد عبادی

- ۷ اسفند - میرزا هاشم آملی، مرتجع تقلید و پدر برادران لاریجانی (زاده ۱۲۷۸)
- ۱۴ اسفند - مهرداد هوشنگی، فوتبالیست (زاده ۱۳۳۶)
- ۱۷ اسفند - احمد عبادی، نوازنده سه تار و تار (زاده ۱۲۸۵)
- ۲۷ اسفند - اسماعیل زرین‌فر، موسیقیدان و نوازنده ویلن و کمانچه (زاده ۱۲۸۰)